# Nils Holmberg (politiker)
För andra betydelser, se Nils Holmberg.

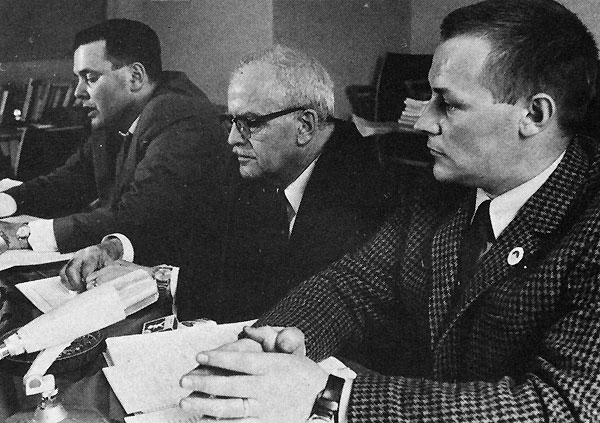
Konferens 1967 med tre av utbrytarna ur Vänsterpartiet Kommunisterna från vänster Bo Gustafsson, Nils Holmberg och Frank Baude

Nils Gösta Holmberg, född 23 december 1902 i Stockholm, död 4 augusti 1981 i Göteborg, var en svensk journalist och kommunistisk politiker. 

## Biografi
Holmberg anslöt sig till Sveriges kommunistiska ungdomsförbund under 1920-talet, var 1926–1929 ledamot i förbundets centralkommitté och från 1928 i Kommunistiska ungdomsinternationalens exekutivkommitté. Han bodde i Sovjetunionen 1929–1932, och bedrev där först studier för att sedan verka som lärare vid Kominterns Internationella Leninskola i Moskva. Efter att ha återvänt till Sverige deltog han i Sveriges kommunistiska partis kongress i februari 1933, där han valdes till partiets centralkommitté. Han kom att ingå i centralkommittén till 1956.
1928–1929 var Holmberg redaktör för Stormklockan, 1932–1944 för Arbetartidningen (AT) och 1967–1972 för Gnistan. Han var ledamot av Göteborgs kommunistiska arbetarkommun 1933–1958, riksdagsman i första kammaren för Sveriges kommunistiska parti 1944–1946 och stadsfullmäktigeledamot i Göteborg 1935–1944 och 1947–1958.
Under pseudonymen AM Marksman (”Marx-man”) skrev Holmberg berättelserna om Per Stigmans äventyr, vilka kom ut i bokform 1944, och gick som noveller i Rekordmagasinet från starten 1942.
Tillsammans med hustrun i andra äktenskapet, barnboksförfattarinnan Marika Holmberg, översatte han Mao Zedongs valda verk i fem band till svenska samt Maos lilla röda och urvalsvolymen Skrifter i urval (”Den stora röda”). Översättningarna av Mao till svenska var granskade och auktoriserade av det statsägda förlag i Kina som förvaltade rättigheterna till texterna, men gjordes från de auktoriserade engelska översättningarna. Holmberg skrev också Fredlig kontrarevolution (1973, 1974), som i två band behandlade socialismens urartning i Sovjetunionen.
Han grundade tidningen ML-Gnistan 1965, som blev plattform för den maoistiska oppositionen inom dåvarande Sveriges kommunistiska parti (som två år senare bytte namn till VPK). Samma år gav han ut den mot partiledningen starkt kritiska boken Vart går SKP?. Vid 65 års ålder deltog han 1967 i bildandet av Kommunistiska förbundet marxist-leninisterna (KFML), som blev en av den ungdomliga 68-vänsterns viktigaste organisationer, och kom att ingå i KFML:s förbundsstyrelse fram till 1973.
Nils och Marika Holmberg tog hand om Anderz Harning, sedermera författare, när han i de sena tonåren flytt från sitt nazistiska föräldrahem i Hudiksvall, varpå han i några år i slutet av 1950-talet hade deras hem på Sveagatan i Göteborg som sin fasta punkt mellan sina anställningar till sjöss.

### Ungdomsböcker under psudonymen A. M. Marksman
- Per Stigmans äventyr. Göteborg: Cirkelförl. 1944. Libris 1418922
- Per Stigmans äventyr. 1-4 / illustrationer och omslag: Fibben Hald. Stockholm. 1970. Libris 1742120
- Per Stigmans äventyr. 1-9 / [ill.: Thord Lindblom] ([Ny utg.]). Stockholm: Oktoberförl. 1976-1983. Libris 134150

### Redaktörskap
- Stormklockan. Stockholm: Stormklockan. 1928-1929. Libris 3428125
- Arbetartidningen. Göteborg. 1932-1944. Libris 2698156
- Marxistiskt forum : tidskrift för socialistisk debatt. Göteborg: Marxistiskt forum. 1965. Libris 3433533
- Gnistan : organ för Kommunistiska förbundet marxist-leninisterna. Göteborg: Kommunistiska förbundet marxist-leninisterna. 1969-1971:6/7. Libris 3737474
- Program för Sovjets revolutionära kommunister (bolsjevikerna). Uppsala: Marxistisikt forum. 1967. Libris 1325598

### Översättningar
- Soloveytchik, George (1946). Ryssland i perspektiv. Stockholm: Bonnier. Libris 1172359
- Mao, Zedong (1963-1976). Valda verk. Bd 1-5. Stockholm: Oktoberförl. Libris 289888. ISBN 91-7242-003-0
- Mao, Zedong (1967). Citat ur ordförande Mao Tse-tungs verk. Göteborg: Danelius. Libris 8817191
  - Mao, Zedong (1994). Maos lilla röda : citat ur ordförande Mao Zedongs verk / efterord av Jan Myrdal ([Ny utg.]). Stockholm: Tranan. Libris 7771899. ISBN 91-88420-08-6
- Mao, Zedong (1967). Politiska skrifter. Tema, 99-0110911-6. Stockholm: Rabén & Sjögren. Libris 8077981
- Mao, Zedong (1977). Fyra filosofiska uppsatser. Oktoberförl. Libris 7627356. ISBN 91-7242-094-4
- Mao, Zedong (1977). Militärpolitiska skrifter. Lund: Cavefors. Libris 7402011. ISBN 91-504-0618-3
- Mao, Zedong (1979). Skrifter i urval. Stockholm: Oktoberförl. Libris 7627422. ISBN 91-7242-185-1